# Al-Auzāʿī

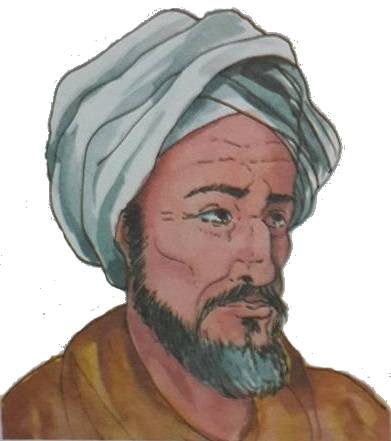
Darstellung des al-Auzai (1962)

ʿAbd ar-Rahmān ibn ʿAmr b. Yuhmid al-Auzāʿī (arabisch عبد الرحمان بن عمرو بن يحمد الأوزاعي, DMG ʿAbd ar-Raḥmān b. ʿAmr b. Yuḥmid al-Auzāʿī geb. um 707 in einem Dorf bei Baalbek, gest. 774 in Beirut) war ein islamischer Rechtsgelehrter in Syrien, der im Gegensatz zu vielen anderen islamischen Gelehrten seiner Zeit die Umayyaden-Dynastie unterstützte. Die von ihm begründete Rechtsschule verbreitete sich vor allem in Syrien und in al-Andalus, wurde jedoch später dort durch andere Rechtsschulen verdrängt. Seine Nisba al-Auzāʿī rührt wahrscheinlich von einem Ort bei Damaskus her, in dem sich al-Auzāʿī niederließ und der nach einem dort angesiedelten jemenitischen Stamm benannt war.

## Leben
Al-Auzāʿī war zunächst als Schreiber in der Yamāma in Zentralarabien tätig, ein Posten, der ihm einen Platz in der Gehaltsliste des Dīwān einbrachte. Hier studierte er außerdem bei Yahyā ibn Abī Kathīr (gest. ca. 747). Um 728 begab er sich nach Basra, um dort bei al-Hasan al-Basrī und Ibn Sīrīn zu studieren. Als er in al-Basra ankam, war jedoch al-Hasan bereits verstorben, und Ibn Sīrīn starb kurze Zeit später. Anschließend kehrte er nach Damaskus zurück, wo er unter anderem bei Makhūl ibn Abī Muslim studierte. Auf diese Weise erwarb er sich Ansehen als Rechtsgelehrter (faqīh). Nach seinem Studium bei Ibn Schihāb az-Zuhrī in Medina erlangte er auch Ansehen als Traditionarier (muḥaddiṯ). Im Jahre 113 (= 731 n. Chr.), als er erst 25 Jahre alt war, wurde er erstmals um Auskunft zu Fragen des Fiqh gebeten.
Die folgenden Jahre lebte al-Auzāʿī in Damaskus und in den ʿAwāsim und Thughūr („Grenzorten“). Muhammad ibn Saʿd führt ihn in seinem „Klassenbuch“ unter denjenigen Gelehrten an, die dort gelebt und unterrichtet haben. Seinen Lebensabend verbrachte er in Beirut. Bis zu seinem Tode im Jahre 774 wirkte er dort als Mufti. Er wurde südlich von Beirut begraben. Sein Grab in dem Vorort Hantus ist bis heute ein beliebter Wallfahrtsort.

## Werke
Al-Auzāʿī soll seine Rechtslehren nach Kapiteln der Jurisprudenz geordnet (taṣnīf) zusammengestellt haben. Ibn an-Nadīm nennt von ihm zwei Bücher: ein Kitāb as-Sunan fī l-fiqh („Buch der Normen in der Jurisprudenz“) und ein Kitāb al-Masāʾil fī l-fiqh („Buch der Probleme in der Jurisprudenz“). Sie sind in Auszügen nur in der Bearbeitung der Folgegenerationen erhalten: im Kitab al-Umm von asch-Schāfiʿī, wo die Thesen von al-Auzāʿī durch seinen Zeitgenossen, den Hanafiten Abū Yūsuf, widerlegt werden. Das Original seines Kitāb as-Siyar in der Überlieferung seiner Schüler soll bis ins 17. Jahrhundert bekannt gewesen sein.
Eine weitere Quelle, die die Rekonstruktion seiner heute nicht mehr vorliegenden Rechtswerke ermöglicht, ist das Kitab as-Siyar seines Schülers Abū Ishāq al-Fazārī (gest. gegen 804), der al-Auzāʿī in seinem Buch über völkerrechtliche Fragen (siyar) durchgehend zitiert. Im edierten Teil dieses Werkes referiert der Verfasser rund 80 Rechtsfragen, die sein Lehrer zur genannten Thematik beantwortet hatte. Das Werk fand bei asch-Schāfiʿī so große Anerkennung, dass er eine juristische Abhandlung mit ähnlicher Thematik diktierte, die dessen Anordnung entsprach.
Weitere Passagen nach al-Auzāʿī über Fragen des Dschihad und der Dschizya zitiert at-Tabarī durch die Vermittlung von Abū Ishāq al-Fazārī in seinem Werk über Die kontroversen (Lehrmeinungen) der Rechtsgelehrten. Der malikitische Gelehrte von Kairouan Sahnūn ibn Saʿīd (gest. 854) greift in seiner Mudauwana auf die Lehrmeinungen von al-Auzāʿī in den Kapiteln über Dschihad zurück. Seine Sendschreiben mit juristischen Direktiven an Kalifen und an ihre Gouverneure sind in den Schriften von Ibn Abī Hātim ar-Rāzī (gest. 938) überliefert.
Nach Ibn ʿAsākir verfasste al-Auzāʿī auch eine Widerlegung der Lehren des Qadariten Thaur ibn Yazīd (gest. 770). Auch diese theologische Schrift hat sich jedoch nicht erhalten.

## Rechtslehre
Die in den späteren Rechtswerken erhaltenen Materialien von al-Auzāʿī lassen darauf schließen, dass er in der Tradition, in der Sunna des Propheten Mohammed und seiner Nachfolger bis zum Umayyaden-Kalifen Umar Ibn Abd al-Aziz (gest. 720) wurzelt. Die Prophetenpraxis hat in seiner Lehre absolute Priorität, die er mit einem Koranvers begründet:

„Im Gesandten Gottes habt ihr doch ein schönes Beispiel...“

Die Anwendung der Prophetensunna erfolgt allerdings nicht durch den Hadith mit der Angabe des Isnads, nach Schacht, sondern sie wird als bekannte Praxis und „living tradition“ unter den Muslimen bis in seine Zeit hinein verstanden. Einer seiner Nachfolger charakterisierte ihn daher als Kenner des Gesetzes, aber nicht als „Autorität für die überlieferten Aussprüche des Propheten“ Mohammed. Somit kann die Lehre von al-Auzāʿī als die Darstellung der unter den späten Umayyaden anerkannten Rechtspraxis aus dem frühen 8. Jahrhundert verstanden werden. Dr. Azami jedoch zählt, dass  al-Auzāʿī prophetische Überlieferungen Sunna nennt, und nur minimal sich auf die Praxis der Muslime bezieht, und merkt an, dass al-Auzāʿī selbst sagt: 

„Der Prophet hat am meisten Anrecht auf dass man ihm folge.“

## Wirkung
Die juristischen Lehrmeinungen von al-Auzāʿī haben durch die Vermittlung seiner Schüler bereits im ausgehenden 8. Jahrhundert al-Andalus erreicht, wo sie dann durch die Malikiten allmählich verdrängt worden sind. Seine Lehren über Fragen des Völker- und Fremdenrechts sind durch syrisch-andalusische Vermittlung allerdings bis in das 12. Jahrhundert in andalusischen Gelehrtenkreisen unterrichtet worden. Im Muwattaʾ-Kommentar des malikitischen Gelehrten Ibn ʿAbd al-Barr († 1070) aus Córdoba sind über fünfhundert Hinweise auf die Lehre von al-Auzāʿī erhalten. Das Weiterleben seiner Rechtsbücher mit dieser Thematik ist in andalusischen Gelehrtenkreisen kein literarhistorischer Zufall gewesen. Drei juristische Schriften mit der dschihad- und siyar-Thematik aus dem islamischen Osten waren in den arabischen Grenzmarken auf der Iberischen Halbinsel fast zur gleichen Zeit bekannt. Sie sind – soweit datierbar – zwischen den Jahren 833 und 990 in Córdoba, Guadalajara (arabisch:Wādī al-Ḥiǧāra) und Toledo in neuen Abschriften verbreitet worden. Denn die islamrechtliche Festlegung des Status der nicht-muslimischen Bevölkerung und die Konfrontation mit den christlichen Nachbarn – der späteren Reconquista – außerhalb des Dār al-Islām gehörte genauso zum Alltag wie an den Grenzmarken zum byzantinischen Reich.
Ibn ʿAsākir liefert in seiner Stadtgeschichte und Gelehrtenbiographie von Damaskus nicht nur eine rund 80 Seiten umfassende Biographie von al-Auzāʿī, sondern erwähnt bei der Darstellung der Qādī-Ämter von Damaskus die Repräsentanz syrischer Gelehrter, die unter dem Einfluss der Rechtsschule von al-Auzāʿī standen.

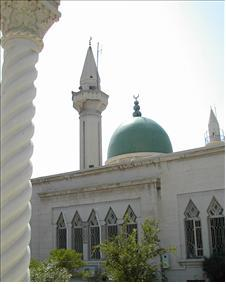
Die Ouzai-Moschee in Südbeirut

Die Islamische Universität Imam al-Auzāʿī in Beirut ist nach ihm benannt.